# نهائي كأس الكؤوس الأوروبية 1993
نهائي كأس الكؤوس الأوروبية 1993 هي المباراة النهائية من منافسة كأس الكؤوس الأوروبية 1992–93، أقيمت المباراة في 12 مايو 1993، في ملعب ويمبلي، بين فريقي نادي بارما، ورويال أنتويرب، وفاز فيها نادي بارما، بعد أن هزم رويال أنتويرب، بنتيجة 3 - 1، وكان حكم المباراة Karl-Josef Assenmacher ‏، وحضر المباراة 37393 شخصاً.

## تفاصيل المباراة
لعبت المباراة النهائية في 12 مايو 1993.
| نادي بارما | 3 -1 | رويال أنتويرب |
| ---------- | ---- | ------------- |
|            |      |               |